# Live & Off the Record
Live & Off the Record album koncertowy piosenkarki Shakiry. Album zawiera jeden z koncertów w ramach światowego tournée artystki Tour of the Mongoose (z 2002 i 2003 roku).

## Lista utworów

### CD
1. Ojos Así
2. Si Te Vas
3. Underneath Your Clothes
4. Ciega, Sordomuda
5. The One
6. Back In Black
7. Tú
8. Poem To A Horse
9. Objection (Tango)
10. Whenever, Wherever
11. Dude Looks A Lady
12. Band Introductions (Interlude].

### DVD
1. Introduction
2. Ojos Así
3. Si Te Vas
4. Ciega, Sordomuda
5. The One
6. Mongoose & Snake (Interlude)
7. Back In Black
8. Rules
9. Inevitable
10. Estoy Aquí
11. Underneath Your Clothes
12. Octavo Día
13. Ready For The Good Times
14. Tú
15. Poem To A Horse
16. Band Introductions (Interlude)
17. Objection (Tango)
18. Whenever, Wherever
19. Documentary
20. Dude Looks A Lady